# Grastidiinae
Grastidiinae es una subtribu de la subfamilia Epidendroideae perteneciente a la familia de las orquídeas.
El nombre se deriva del género Grastidium.
La subtribu Grastidiinae fue nombrada por Clements en el año 2003 como un nuevo grupo monofilético dentro de la tribu Dendrobieae. Donde puso los siguientes géneros, algunos procedentes de Dendrobium.

## Géneros
| - Abaxianthus - Australorchis - Bouletia - Cadetia - Cannaeorchis - Cepobaculum - Ceratobium - Davejonesia - Dendrobates - Dichopus - Diplocaulobium - Dockrillia | - Durabaculum - Eleutheroglossum - Eriopexis - Euphlebium - Exochanthus - Flickingeria - Grastidium - Herpetophytum - Inobulbum - Kinetochilus - Leioanthum - Microphytanthe | - Monanthos - Sarcocadetia - Sayeria - Stilbophyllum - Tetrabaculum - Tetrodon - Thelychiton - Trachyrhizum - Tropilis - Vappodes - Winika |